# 普洛蒂拉·内利
普洛蒂拉·内利（ 1524–1588 ）是一位修女，也是文艺复兴时期佛罗伦萨第一位已知的女性画家。  他的作品受到吉羅拉莫·薩佛納羅拉和巴尔托洛梅奥修士的影响。 她的作品以宗教为主题。